# Lachnum spadiceum
Lachnum spadiceum är en svampart som först beskrevs av Christiaan Hendrik Persoon, och fick sitt nu gällande namn av Spooner ined. Lachnum spadiceum ingår i släktet Lachnum och familjen Hyaloscyphaceae.   Inga underarter finns listade i Catalogue of Life.